# Jordi Roca Mas
Jordi Roca Mas (Tarragona, 15 de desembre de 1970) és un polític català, diputat al Parlament de Catalunya en la IX i X legislatures i al Congrés dels Diputats en la XI i XII legislatures.

## Biografia
Militant del Partit Popular, fou escollit conseller de Tarragona a les eleccions municipals espanyoles de 2007, fet que repetí a les eleccions de 2011 i 2015, arribant a portaveu adjunt del PP al Consistori. En 2011 va substituir en el seu escó Joan Bertomeu i Bertomeu, elegit diputat a les eleccions al Parlament de Catalunya de 2010. Això li va permetre guanyar posicions dins el partit i fou elegit diputat a les eleccions al Parlament de Catalunya de 2012. Ha estat vicepresident de la mesa de la Comissió de Polítiques de Joventut i portaveu del grup parlamentari popular en la Comissió de la Sindicatura de Comptes. Després fou elegit diputat del PP per Tarragona a les eleccions generals espanyoles de 2015 i 2016.